# Llancarfan
Llancarfan est une communauté du pays de Galles située dans le borough de comté du Vale de Glamorgan. 736 personnes y vivaient en 2001. On y trouve une église dédiée à saint Cadoc et un pub.   

## Monastère de Llancarfan
Llancarfan doit sa renommée au monastère du haut Moyen Âge, situé entre Cowbridge et Barry près de la côte du Vale de Glamorgan, fondé par saint Cadoc, d'où sont originaires de nombreux saints bretons, parmi lesquels Gildas, Malo, Brendan, etc.
On estime que les émigrants gallois passaient par ce monastère, dans leur route vers la Bretagne continentale. Ils traversaient d'abord le canal de Bristol pour traverser l'ancienne Domnonée avant de franchir la Manche.
On connait également les écrits du moine Caradoc de Llancarfan qui rédigea une vie de Gildas au XIIe siècle (Vita Cadoci). Le moine irlandais Canice ou Kenny, qui a donné son nom à Kilkenny, y fut ordonné prêtre.
En 2013, les conservateurs du monastère ont découvert des peintures murales datant du XVe siècle qui nécessitèrent 5 ans de rénovation. On peut y admirer des représentations de scènes légendaires, comme saint Georges et le Dragon.

## Personnalités liées à Llancarfan
- Saint Cadou (né vers 500), saint chrétien légendaire, fêté le 21 septembre ;
- Caradoc de Llancarfan (XIIe siècle), historiographe et hagiographe ;
- Iolo Morganwg (1747-1826), barde gallois, auteur de la Druid's Prayer.